# 穆蘭氏擬雀鯛
穆蘭氏擬雀鯛，為鱸形目鱸亞目擬雀鯛科的其中一種，為熱帶海水魚，分布於中西太平洋菲律賓'帛琉至澳洲海域，深度12-25公尺，本魚體延長，背鰭硬棘3枚；背鰭軟條25-26枚；臀鰭硬棘3枚；臀鰭軟條13-14枚，體長可達12公分，棲息在沿海礁坡，通常成對出現，具有強烈地域性，生活習性不明。

## 擴展閱讀
維基物種上的相關：穆蘭氏擬雀鯛